# Hurvin McCormack
Hurvin Michael McCormack (* 6. April 1972 in Brooklyn, New York) ist ein US-amerikanischer ehemaliger American-Football-Spieler. Er spielte sechs Saisons auf der Position des Defensive Tackle bei den Dallas Cowboys und den Cleveland Browns. Zuvor spielte er auf der Indiana University College Football.
McCormack hat drei Kinder: Myles, Milani und Davin.
| Personendaten    | Personendaten                               |
| ---------------- | ------------------------------------------- |
| NAME             | McCormack, Hurvin                           |
| ALTERNATIVNAMEN  | McCormack, Hurvin Michael                   |
| KURZBESCHREIBUNG | US-amerikanischer American-Football-Spieler |
| GEBURTSDATUM     | 6. April 1972                               |
| GEBURTSORT       | Brooklyn, New York                          |